# Pancratium maximum
Pancratium maximum är en amaryllisväxtart som beskrevs av Peter Forsskål. Pancratium maximum ingår i släktet Pancratium och familjen amaryllisväxter. Inga underarter finns listade i Catalogue of Life.